# Idiocera aldabrensis
Idiocera aldabrensis är en tvåvingeart som först beskrevs av Edwards 1912.  Idiocera aldabrensis ingår i släktet Idiocera och familjen småharkrankar. Inga underarter finns listade i Catalogue of Life.